# Merulatal
Koordinaten: 44° 0′ N, 8° 4′ O
Das Val Merula (Merulatal) erstreckt sich von Andora in das ligurische Hinterland und gehört zur Provinz Savona. Anders als die meisten Täler der Region ist es noch weitgehend bewaldet oder wird in sehr alten Olivenhainen bewirtschaftet.

## Gemeinden
- Andora
- Stellanello
- Testico

## Kirchen und Kapellen
Eine Besonderheit des Tals sind die über 25 erhaltenen Dorf- und Wallfahrtskirchen:

### Stellanello
- Kirche San Vincenzo. Errichtet im Barockstil
- Kirche San Gregorio. Kirche aus dem 15. Jahrhundert mit einem Altar der im reinen Barockstil erhalten geblieben ist.

### Testico
- Kirche Chiesa parrocchiale dei Santi Pietro e Paolo
- Kapelle Assunzione